# FK Ienisseï Krasnoïarsk (féminines)
Cet article traite de l'équipe féminine. Pour l'équipe masculine, voir FK Ienisseï Krasnoïarsk.
Actualités
Le ZhFK Ienisseï Krasnoïarsk est un club russe de football féminin basé à Krasnoïarsk.

## Histoire
Le club est fondé en octobre 1987 dans l'enceinte de l'université pédagogique d'État de Krasnoïarsk, et devient le premier club de football féminin de la partie asiatique de la Russie. Son premier nom est Методика (Metodika signifiant méthodologie). 
En 1990, le club se renomme Sibiryachka (femme sibérienne). En 1991, le club gagne la Coupe de l'URSS en étant la première équipe de niveau inférieur à remporter le trophée.
À partir de 1992, le club joue dans le Championnat de Russie, étant jusqu'en 1996 toujours dans les cinq premières places, en 1995 Ienisseï termine même à la troisième place. En 1997, le club est dernier du classement, puis à cause de difficultés financières ne participe plus au championnat de Russie.
En 2002, le club se renomme Sibiryachka-Energy, puis le club qui évolue dans la zone Sibérie change plusieurs fois de noms, Polytechnique en 2008, SFU-MasterFibre en 2009, Sibiryachka en 2010.
En 2011, il a été décidé de relancer le football féminin à Krasnoïarsk en collaboration avec le FK Ienisseï Krasnoïarsk, sous son nouveau nom il remporte le tournoi zonal du championnat de Russie dans la zone de Sibérie, et lors du tournoi final organisé dans la ville d'Omsk, Krasnoïarsk prend la troisième place. En 2012 et 2013, Ienisseï est à nouveau parmi les leaders du football féminin en première division (le deuxième niveau en Russie).
En 2017, grâce au soutien du gouverneur du territoire de Krasnoïarsk, du ministre des Sports du territoire de Krasnoïarsk et du  président du FK Ienisseï, l'équipe féminine de Krasnoïarsk est intégrée dans le championnat de Russie.

## Palmarès
- Coupe de l'URSS féminine : 1
  - Vainqueur : 1991